# Karol Wyżycki
Karol Wyżycki herbu Gierałt (zm. w 1737 roku) – kasztelan wołyński w latach 1731–1736, podkoniuszy litewski w 1710 roku, chorąży czernihowski w latach 1706–1710.
Poseł na sejm z limity 1719/1720 roku z województwa wołyńskiego. Był posłem województwa bracławskiego na sejm 1722 roku, sejm 1724 roku i sejm 1730 roku. Był posłem na sejm 1729 roku z powiatu pińskiego. W 1735 roku podpisał uchwałę Rady Generalnej konfederacji warszawskiej. 